# Szongne állomás
Szongne (Songnae) állomás a szöuli metró 1-es vonalának állomása Kjonggi (Gyeonggi) tartomány Pucshon (Bucheon) városában. 1974-ben nyitották meg.

## Viszonylatok
| 1-es vonal                                      | 1-es vonal                                                                         | 1-es vonal                                         |
| ----------------------------------------------- | ---------------------------------------------------------------------------------- | -------------------------------------------------- |
| Csung-tong (Jung-dong) Szojoszan (Soyosan) felé | Kjongin (Gyeongin) szakasz személyvonat Kjongvon (Gyeongwon) szakasz expresszvonat | Puge (Bugae) Incshon (Incheon) felé                |
| Pucshon (Bucheon) Jongszan (Yongsan) felé       | Kjongin (Gyeongin) szakasz expresszvonat                                           | Puphjong (Bupyeong) Tongincshon (Dongincheon) felé |